# Леньково (Ступинский район)
Леньково — деревня в Ступинском районе Московской области в составе Городского поселения Михнево (до 2017 года) (до 2006 года — входила в Татариновский сельский округ). На 2016 год Леньково, фактически, дачный посёлок: при 9 жителях в деревне 8 улиц и 7 садовых товариществ, деревня связана автобусным сообщением с соседними населёнными пунктами.

## Население
| 2002 | 2006 | 2010 |
| ---- | ---- | ---- |
| 6    | ↗11  | ↘9   |

Леньково расположено на севере района, в левом берегу реки Речица, высота центра деревни над уровнем моря — 169 м. Ближайшие населённые пункты: Марьинское — около 0,6 км на север, Проскурниково — в 0,8 км на юго-запад и Кунавино — примерно, в 1 км на восток. Впервые в исторических документах селение упоминается в писцовой книге 1577 года, как деревня Глинкова, с 1677 года — сельцо Ленково, Глинково тож.